# Вальехо, Сесар
Се́сар Авраа́м Валье́хо Мендо́са (исп. César Abraham Vallejo Mendoza, 16 марта 1892, Сантьяго-де-Чуко — 15 апреля 1938, Париж) — перуанский поэт, бунтарь и новатор.

## Биография
Родился в перуанских Андах, в бедной многодетной семье индейско-испанского (галисийского) происхождения. В 1910—1915 изучал литературу в Свободном университете г. Трухильо. Зарабатывал на жизнь и учёбу тяжелым трудом, в том числе — работал в вольфрамовых шахтах. Входил в литературную группу «Север». В 1917 предпринял попытку самоубийства, затем уехал в Лиму. В 1922 был арестован по ложному обвинению, четыре месяца провёл в тюрьме. В 1923 перебрался в Париж, сблизился с французскими, испанскими и латиноамериканскими сюрреалистами (Висенте Уидобро, Пабло Неруда, Тристан Тцара). В 1927 посетил СССР. В 1928 вступил в коммунистическую партию Перу. В ходе Гражданской войны тесно сотрудничал с республиканцами.
Бедствовал, тяжело болел, но причина его смерти так и не была установлена. Похоронен на кладбище Монпарнас.

## Творчество
Писал прозу, обращался к драматургии. Поэзия Вальехо, одна из вершин испаноязычной лирики XX века, вобрала индейские традиции, достижения латиноамериканского модернизма, элементы сюрреалистской поэтики, особенно ощутимой в книге «Трильсе» (1922). Этот синтез был развит в стихах гуманистической и гражданской тревоги, составивших сборники «Испания, да минует меня чаша сия» и «Человечьи стихи», которые были опубликованы уже посмертно.

## Поэтические произведения
- Los Heraldos negros (1918)
- Trilce (1922)
- Poemas Humanos (1939)
- España aparta de mi este cáliz (1939)

## Публикации на русском языке
- Вольфрам: Роман / Пер. с исп. В.В. Кочергина; Предисл. Ф.В. Кельина. — М.—Л.: ГИХЛ, 1932. — 80 с.
- Вольфрам: Роман. — Харьков: ДВОУ «Український робітник», 1933. — 120 с.
- Черные герольды. — М.: Художественная литература, 1966. — 223 с.
- Избранное. — М.: Художественная литература, 1984. — 222 с.
- Рассказы // Рассказы магов. — СПб.: Азбука-классика, 2002. С. 73—77.
- Стихи // Поэзия магов. — СПб.: Азбука-классика, 2003. С. 182—218.
- «Я буду говорить о надежде...» / Пер. с исп. А. Щетникова. — Новосибирск: Артель «Напрасный труд», 2005. — 28 с.
- Черные герольды. Трильсе. Человечьи стихи / Изд. подгот. В.Н. Андреев, К.С. Корконосенко; Отв. ред. В.Е. Багно. — СПб.: Наука, 2016. — 800 с. — (Литературные памятники).